# Elezioni parlamentari in Serbia del 1993
Le elezioni parlamentari in Serbia del 1993 si sono tenute il 19 dicembre. Esse hanno visto la vittoria del Partito Socialista di Serbia; a seguito dell'esito elettorale, Primo ministro è divenuto Mirko Marjanović.

## Risultati
| Liste                                                                 | Voti      | %     | Seggi |
| --------------------------------------------------------------------- | --------- | ----- | ----- |
| Partito Socialista di Serbia                                          | 1 576 287 | 38,21 | 123   |
| Movimento Democratico di Serbia                                       | 715 564   | 17,34 | 45    |
| Partito Radicale Serbo                                                | 595 467   | 14,43 | 39    |
| Partito Democratico                                                   | 497 582   | 12,06 | 29    |
| Partito Democratico di Serbia                                         | 218 056   | 5,29  | 7     |
| Unione Democratica degli Ungheresi di Voivodina                       | 112 342   | 2,72  | 5     |
| Partito dei Contadini di Serbia                                       | 65 623    | 1,59  | –     |
| Partito Popolare                                                      | 48 331    | 1,17  | –     |
| Partito dell'Unità Serba                                              | 41 362    | 1,00  | –     |
| Coalizione Democratica per la Voivodina (RDSV - LSV - SJ)             | 41 097    | 1,00  | –     |
| Sinistra Unita                                                        | 34 366    | 0,83  | –     |
| Partito per l'Azione Democratica - Partito Democratico degli Albanesi | 29 342    | 0,71  | 2     |
| Partito dei Depositanti in Valuta Estera                              | 17 452    | 0,42  | –     |
| Partito Socialdemocratico                                             | 15 447    | 0,37  | –     |
| Rinnovamento Nazionale Serbo                                          | 15 187    | 0,37  | –     |
| Nuovo Partito Comunista di Jugoslavia                                 | 9 854     | 0,24  | –     |
| Partito Popolare - Partito Radicale Popolare                          | 8 590     | 0,21  | –     |
| Partito Radicale Popolare                                             | 8 347     | 0,20  | –     |
| Partito Comunista di Jugoslavia in Serbia                             | 8 104     | 0,20  | –     |
| Altri <0,20%                                                          | 50 078    | 1,21  | –     |
| Indipendenti                                                          | 17 017    | 0,41  | –     |
| Totale                                                                | 4 125 609 | 100   | 250   |